# Jaime Gomez
Jaimé Paul Gomez (ur. 31 sierpnia 1965 w Los Angeles) – amerykański aktor telewizyjny i filmowy, znany m.in. z roli Evana Corteza w serialu kryminalnym NBC Nash Bridges.

## Filmografia

### Filmy fabularne
- 1991: Historia z Los Angeles jako Tod PA
- 1993: Filadelfia jako facet w bibliotece
- 1994: Stan zagrożenia jako sierżant Oso
- 1995: Karmazynowy przypływ jako Ood Mahoney
- 2001: Dzień próby jako Mark

### Seriale telewizyjne
- 1989: Pokolenia jako Sonny
- 1995: Gdzie diabeł mówi dobranoc jako Adam Wright
- 1995: JAG: Wojskowe Biuro Śledcze jako szeregowy pierwszej klasy Gomez
- 1996–2000: Nash Bridges jako inspektor Evan Cortez
- 2002: Czarodziejki jako Greg Conroy
- 2003: Agent w spódnicy jako Carlito Rodriguez
- 2003: Bez pardonu jako zastępca Arturo Cortez
- 2008: Detektyw Monk jako Sanchez
- 2010: CSI: Kryminalne zagadki Miami jako Neal Perkins
- 2010: Dowody zbrodni jako Daniel Gomez '05 / '10
- 2010: 24 godziny jako agent Torres
- 2011: Partnerki jako Roberto Gusano
- 2011: CSI: Kryminalne zagadki Las Vegas jako oficer Andy Cantelvo
- 2012: Dexter jako Rubio
- 2013: Betrayal jako Aurelio Voltan
- 2013: 90210 jako menadżer